# Lac Inya
Le lac Inya (birman : အင်းယားကန် ; ʔíɴjà kàɴ ; jadis Lac Victoria) est le plus grand lac de Rangoon, ancienne capitale de la Birmanie. C'est un lieu de détente pour les habitants, particulièrement pour les amoureux. Situé à 10 km au nord du centre-ville, il est bordé par Parami Road (ex-DuBern Road) au nord, Pyay Road (ex-Prome Road) à l'ouest, Inya Road au sud-est, University Avenue au sud et Kaba Aye Pagoda Road à l'est.
Le quartier qui l'entoure est un des plus chics de la ville. À l'exception d'un parc public au sud-ouest près de l'université de Rangoon, presque toutes les berges sont occupées par les résidences les plus chères du pays. On y trouve notamment celle d'Aung San Suu Kyi, celle du défunt président Ne Win et celle de l'ambassadeur des États-Unis.
L'accès du lac est possible par Kaba Aye Pagoda Road, mais plus populaire par Inya Road et Pyay Road, près de l'Université. le tour du lac à pieds prend deux heures.

## Histoire
Le lac Inya est un lac artificiel créé entre 1882 et 1883 par les britanniques pour servir de réserve d'eau pour Rangoon. Il a été formé en joignant de petites collines entourant des mares qui se formaient durant la saison de la mousson. Un système de conduites envoie l'eau du lac vers le lac Kandawgyi, en centre-ville. 
En 1960, la deuxième conférence de la région Asie-Pacifique de l'Organisation mondiale du mouvement scout a eu lieu à l'Université de Rangoon, avec la première conférence de formation de chefs scouts d'Extrême-Orient au camp scout du lac Inya (le mouvement scout birman a été interdit en 1964).
Le 16 mars 1988, après la mort de deux étudiants lors des manifestations prodémocratiques, des étudiants qui défilaient sur Prome Road (aujourd'hui Pyay Road) furent attaqués près du lac Inya par la police anti-émeute Lon Htein : beaucoup furent battus à mort ou se noyèrent.

## Le parc
Près de l'université de Rangoon, le parc du lac Inya, d'une superficie de 15 hectares, est bien connu comme lieu de rendez-vous romantique pour les étudiants. Il est évoqué dans de nombreux romans, films et chansons populaires. Les visiteurs peuvent aussi y pratiquer la natation, la navigation à voile et le canotage. Le plus important club de voile de Rangoon y est installé.